# Hexagenia limbata
Hexagenia limbata är en dagsländeart som först beskrevs av Jean Guillaume Audinet Serville 1829.  Hexagenia limbata ingår i släktet Hexagenia och familjen sanddagsländor. Inga underarter finns listade i Catalogue of Life.

## Bildgalleri

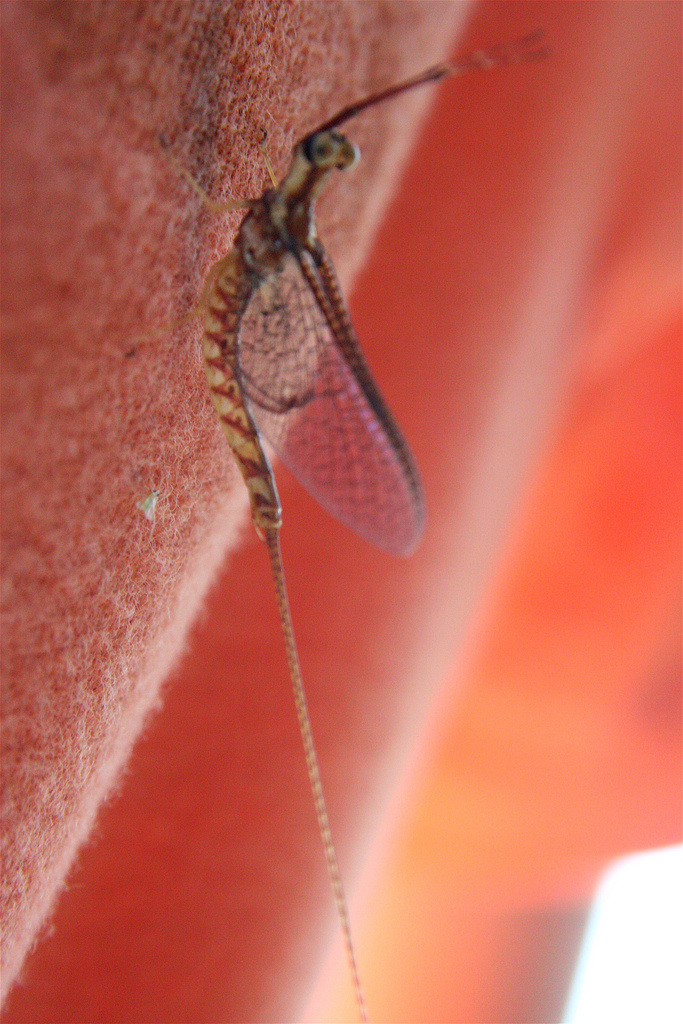
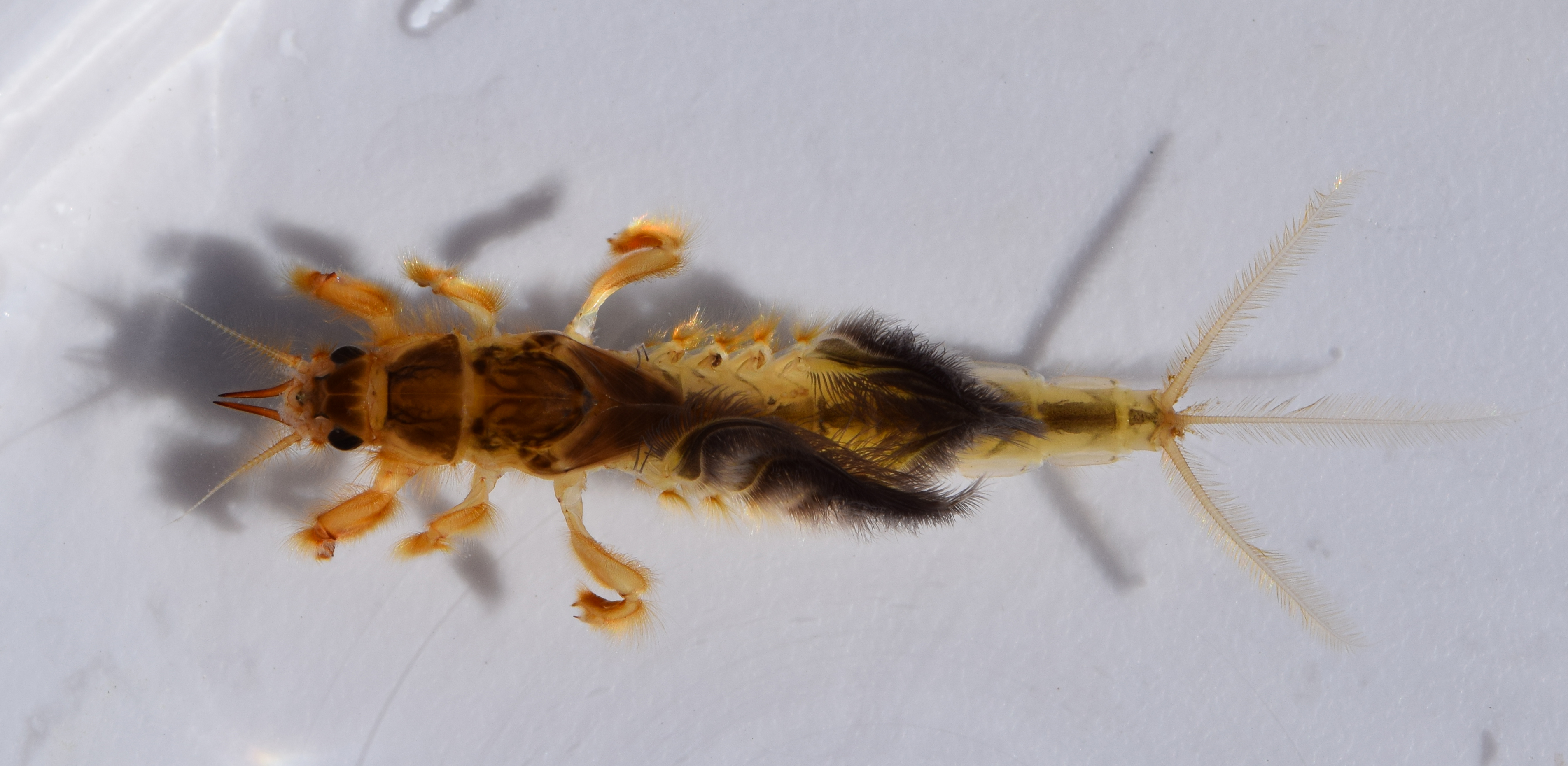